# Hongkonger Fußballnationalmannschaft der Frauen
Die Frauen-Fußballnationalmannschaft von Hongkong (chinesisch 香港女子足球代表隊, englisch Hong Kong Women's Football Representative Team, kurz 香港女足) repräsentiert die Sonderverwaltungszone Hongkong der Volksrepublik China im internationalen Frauenfußball. Sie untersteht dem nationalen Fußballverband The Hong Kong Football Association Ltd.

## Geschichte
Die Mannschaft repräsentierte Hongkong bereits bei internationalen Fußballveranstaltungen vor dem Jahr 1997, als das Land noch britische Kolonie war. Dies wurde nach der Übergabe Hongkongs an die Volksrepublik China und der Umwandlung in eine Sonderverwaltungszone 1997 fortgeführt. Hongkong hat seitdem, ähnlich wie Macau, eine eigene, von der Nationalmannschaft der Volksrepublik China unabhängige Nationalmannschaft, ganz im Sinne der „Ein Land, zwei Systeme“-Doktrin.
Die ersten Länderspiele Hongkongs fanden bei der Fußball-Asienmeisterschaft der Frauen 1975, dem ersten kontinentalen Frauen-Fußballturnier statt, die von Hongkong ausgerichtet wurde. Die Spiele werden aber ebenso wie die bei den drei folgenden Turnieren von der FIFA nicht gelistet.
Erst die Spiele bei der Fußball-Asienmeisterschaft der Frauen 1986, die ebenfalls von Hongkong ausgerichtet wurde, werden von der FIFA berücksichtigt. Hongkong war mit vier Austragungen bisher häufigster Gastgeber der Asienmeisterschaft. Größte Erfolge waren die drei vierten Plätze bei den Asienmeisterschaften 1979, 1981 und 1989. Seitdem ab 2006 eine Qualifikation der schwächeren Mannschaften für die Asienmeisterschaft vorgeschaltet wird, konnte sich Hongkong aber nicht qualifizieren. Auch für die Olympischen Spiele und die Weltmeisterschaften gelang noch keine Qualifikation. Zuletzt scheiterte die Mannschaft im Dezember 2012 in der Qualifikation für die Ostasienmeisterschaft.

## Turniere

### Olympische Spiele
- 1996: Nicht teilgenommen
- 2000 bis 2028: Nicht qualifiziert

### Weltmeisterschaften
- 1991: Nicht qualifiziert
- 1995: Nicht teilgenommen
- 1999 bis 2027: Nicht qualifiziert

### Asienmeisterschaften
- 1975: Gruppenphase
- 1977: Gruppenphase
- 1979: Vierter
- 1981: Vierter
- 1986: Gruppenphase
- 1989: Vierter
- 1991: Gruppenphase
- 1993: Gruppenphase
- 1995: Gruppenphase
- 1997: Gruppenphase
- 1999: Gruppenphase
- 2001: Gruppenphase
- 2003: Gruppenphase
- 2006 bis 2026: Nicht qualifiziert

### Asienspiele
- 1990: 6. Platz (von 6 Teilnehmern)
- 1994: Nicht teilgenommen
- 1998: Nicht teilgenommen
- 2002: Nicht teilgenommen
- 2006: Nicht teilgenommen
- 2010: Nicht teilgenommen
- 2014: Nicht teilgenommen
- 2018: Viertelfinale
- 2023: Gruppenphase

### Ostasienmeisterschaften
- 2005: Nicht teilgenommen
- 2008: Nicht teilgenommen
- 2010: Nicht teilgenommen
- 2013: Nicht qualifiziert
- 2015: Nicht qualifiziert
- 2017: Nicht qualifiziert
- 2019: Nicht qualifiziert
- 2022: Nicht teilgenommen
- 2025: Nicht qualifiziert